# Jean Madiran
Pour les articles homonymes, voir Arfel.
Pour la commune, voir Madiran.
Jean Madiran, de son vrai nom Jean Arfel, né le 14 juin 1920 à Libourne (Gironde), mort le 31 juillet 2013 à Saint-Cloud (Hauts-de-Seine),, est un journaliste et essayiste français d'extrême droite.
Il milite d'abord dans les rangs de l'Action française et soutient par la suite le Front national. C'est une figure du traditionalisme catholique.
Il fait également usage du nom de plume Jean-Louis Lagor, en début de carrière, ainsi que celui de Jean-Baptiste Castetis (Lagor et Castétis sont des  communes des Pyrénées-Atlantiques, Madiran des Hautes -Pyrénées).

## Biographie

### Une jeunesse militante
Lycéen puis étudiant, il milite avant juin 1940 à l'Action française à Bordeaux,, aux côtés du jeune Daniel Cordier. Ce dernier l'évoque dans Alias Caracalla, avant et après juin 1940, qui vit Cordier gagner l'Angleterre: « Avec un des camarades du cercle Charles Maurras [allusion à un cercle fondé par Cordier pour les collégiens et lycéens d'AF], Jean Arfel, nous projetions de nous emparer du mensuel régional de l'Action française […]. Notre projet fut l'objet d'une longue correspondance. […] [Un ancien camarade de Cordie] m'informe que le cercle a fusionné avec l'association des étudiants dans un nouveau mouvement. […] Jean Arfel est devenu l'étoile montante de l'organisation à Bordeaux. […] Je me souviens bien de la participation efficace d'Arfel à la vie du cercle, où son intelligence et sa passion doctrinale faisaient merveille. J'ai toujours cru qu'il serait destiné à un rôle de premier plan dans le journalisme politique. Blanquat douche mon optimisme : il soutient Pétain à fond ». Durant l'Occupation, Arfel échoue au concours d'entrée à l'École normale supérieure (Paris) en 1941 (il est cependant admissible) puis poursuit ses études jusqu'au diplôme d'études supérieures.
Il est rédacteur au quotidien catholique La Liberté du Sud-Ouest, de Bordeaux. Il collabore en 1941-42 à la Nouvelle Guyenne, le périodique de l'Action française en Gironde dirigé par Nel Ariès. Il y réclame la confiscation des biens des « Juifs, déserteurs et fuyards » et dénonce les gaullistes comme « racaille anarchisante ». Il collabore aussi à partir d'août 1941 à la petite revue Jeune Aquitaine, organe d'un groupe de jeunes, la Légion Aquitaine-Jeunesse de France, fondée en novembre 1940 par Jean-Marie Bugat et dont Arfel est l'un des animateurs (il porte le titre de président de la fédération girondine). Il y dénonce en janvier 1942 les « manœuvres gaullistes » et dit son espoir de voir « les traîtres à la Patrie […] traduits en cour martiale, qu'y soient trainés tous les représentants actifs de l'Anti-France de toujours, agents britanniques, républicains sectaires et francs-maçons ». Il fonde à Angoulême et anime une autre petite revue, qui s'appelle successivement France. Revue littéraire et artistique (juillet 1941 à juillet 1942), Grande France littéraire et documentaire (août 1942 à mai 1943) et Les Nouveaux cahiers de France (juin 1943-juin 1944).
Il est vite repéré par Charles Maurras et Henri Massis. Selon ce dernier, Maurras cherchait alors à mettre en lumière des disciples et des héritiers catholiques, pour prolonger sa doctrine et combattre les mauvaises influences philosophiques. Ses articles sont loués par Maurras - qu'Arfel rencontre à Pau en avril 1943 - et par L'Action française, à laquelle il collabore à partir de 1943. Il collabore aussi à l'Étudiant français, l'organe des étudiants d'AF et à la Revue universelle de Massis. Maurras l'aurait désigné en 1944 comme l'un de ses héritiers, à l'instar de Jean Ousset.
Ses écrits se caractérisent par une admiration pour Maurras et un catholicisme thomiste affirmé, par une dénonciation du philosophe Henri Bergson - « un juif qui a eu l'occasion avant de mourir de manifester son hostilité à l'égard du nouveau régime et du maréchal Pétain ». Il dénonce les catholiques qui osent revendiquer le mot de socialisme,. Ses articles expriment alors une haine de la « République maçonnique et policière », du « dément fanatisme démocratique ». Il s'en prend à la « tolérance moderne » et à la « barbarie moderne », à la « démocratie internationale » et à la « nation juive », à la franc-maçonnerie et au communisme. Son antisémitisme est revendiqué et assumé; il s'agit de « l'antisémitisme d'État », que l'AF oppose à l'antisémitisme raciste nazi. Il prône un soutien inconditionnel au maréchal Pétain,,,. « Le salut est 1° nationaliste, et c'est le maréchal, 2° royal », affirme-t-il encore en juillet 1944. Il est décoré de l'Ordre de la Francisque.
Jean Madiran, aurait été, selon certaines sources,, secrétaire de Charles Maurras, assertion contre laquelle Jeanne Smits, directrice du quotidien Présent, s'élève avec force et contre laquelle Jean Madiran lui-même s'était inscrit en faux, quelques mois auparavant.
Marié à Talence le 23 août 1941 avec Alla Ermolenko (1915-2007), dont il divorce le 11 juillet 1950, il se remarie à Paris 7e arr. le  15 février 1951 avec Geneviève Capdevielle.

### Un intellectuel engagé
À la Libération, il se réfugie dans un monastère situé sur la colline de Madiran, d'où son pseudonyme. Il devient un temps professeur de philosophie à l'annexe de l'École des Roches, située à Maslacq autour d'André Charlier, tout en poursuivant sa carrière de journaliste. Il est l'éditorialiste politique, sous le pseudonyme de Jean-Louis Lagor, d'une publication d'inspiration maurassienne, l'Indépendance française, fondée en 1946 et rachetée en 1950 par Aspects de la France. Elle a pour programme : le « combat contre la loi du nombre, la tyrannie des camarillas politiciennes, le communisme favorisé par la démocratie » et « pour l'annulation de l'épuration, la réhabilitation du Maréchal, la réconciliation française ». Pétain est la principale préoccupation de ce journal qui polémique avec les maurrassiens moins ou non pétainistes. Arfel refuse ainsi la fusion avec Aspects de la France, jugeant le rival trop gaulliste, du fait de la personnalité de l'un de ses rédacteurs, Pierre Boutang, autre héritier putatif de Maurras. Il correspond alors avec Maurras, emprisonné. Ce dernier commente ainsi ses articles : « Il va, comme toujours, à la limite, ce qui peut avoir des inconvénients de tactique, mais donne du tranchant, de la pointe, du venin à la polémique: contre l'adversaire, c'est parfait ».
Il collabore ensuite à l'hebdomadaire Rivarol de 1951 à 1958. C'est l'arrivée de Lucien Rebatet, qui a rompu avec fracas avec l'Action française durant la guerre et que Madiran juge anticatholique, qui le fait quitter ce périodique d'extrême droite. Ainsi qu'aux Écrits de Paris – il y critique en 1955 un jésuite, le Père Bigo, de L'Action populaire –, à Aspects de la France puis à La Nation française, l'hebdomadaire néomaurrassien fondé par Boutang en 1955.
En outre, il travaille à partir de la fin de l'été 1950 pour l'officine anticommuniste de Georges Albertini et Claude Harmel, ce qui allait devenir le Centre d'archives et de documentation politique et sociale, installé au 86, boulevard Haussmann (et surnommé de ce fait « le 86 »). Il y rédige des fiches électorales pour le Bureau d'études et de documentation économique et sociale (BEDES), lié à ce Centre, assure des cours et s'occupe de la feuille consacrée au Parti communiste et au communisme. Sa personnalité tranche dans cet univers plutôt athée; Albertini et Harmel venant du socialisme et du milieu collaborationniste. Mais son anticommunisme convaincu a plu à Albertini. C'est Guy Lemonnier alias Harmel qui l'a présenté. Il l'avait connu par François Brigneau.
Il devient parallèlement un essayiste et un pamphlétaire réputé dans les milieux traditionalistes catholiques et nationalistes. Il publie plusieurs ouvrages sous le pseudonyme de Jean-Louis Lagor. Un livre de philosophie, qui reprend les études publiées dans l'Action française et dans la Revue universelle sous l'Occupation, dans lesquelles il entendait lier le thomisme et « l'empirisme organisateur » de Maurras : La Philosophie politique de saint Thomas, préfacé par Maurras (lettre de 2 septembre 1944). Des pamphlets visant de Gaulle en 1947 et 1948, lui reprochant ses « mensonges » sur l'armistice et sur le régime de Vichy, le rétablissement de la République démocratique et parlementaire ainsi que l'épuration : « Qui de Gaulle veut-il encore emprisonner au nom de la liberté ? quels innocents martyriser au nom de la justice ? […] Veut-il donc […] se repaître de cadavres ? », écrit-il ainsi dans De Gaulle au pouvoir… pour quoi faire ?. Il y dénonce aussi les nationalisations, l'amnistie de Maurice Thorez et l'entrée de communistes au gouvernement,. Il publie en 1955 deux pamphlets, Ils ne savent pas ce qu’ils font et Ils ne savent pas ce qu’ils disent. Il vise notamment le directeur du Monde Hubert Beuve-Méry et les catholiques « progressistes », ceux notamment de La Vie catholique, qu'il accuse de philocommunisme.
L'année suivante, il lance une revue mensuelle catholique, de réflexion, Itinéraires, qu'il dirige jusqu'en 1996. Elle combat à l'origine les communistes et les catholiques de gauche. Elle est à la pointe du combat contre les nouveautés liturgiques post-conciliaires (c'est-à-dire faisant suite au concile Vatican II). Sa revue est l'un des pôles du milieu catholique traditionaliste. Il dénonce la suppression du latin et les nouvelles traductions. Madiran engage ainsi sa revue en 1966-67 dans la querelle du consubstantiel, en lançant une pétition internationale demandant aux évêques « le rétablissement du consubstantiel dans la traduction française du Credo de la messe ». La pétition est signée notamment par Daniel Villey, Louis Salleron, Henri Massis, François Mauriac, Stanislas Fumet, Roland Mousnier ou Gustave Thibon. Sa revue combat également le nouveau catéchisme, le nouveau missel romain, la nouvelle messe, etc. Madiran participe à ce combat, par ses articles et ses livres, aux côtés d'un Jean Ousset (jusqu'en 1970) ou d'un Louis Salleron. Il adresse le 25 octobre 1972 une lettre ouverte au pape Paul VI : « Rendez-nous l'Écriture, le catéchisme et la messe ». Il écrit ensuite, en 1974, dans sa Réclamation au Saint-Père : « Depuis octobre 1958, mort de Pie XII, l'apostasie moderne, n'étant plus suffisamment contrecarrée dans l'Église, y a peu à peu conquis droit de cité. Depuis octobre 1962, ouverture du concile, une avalanche de solennelles ambiguïtés, tombées de haut, a méthodiquement désorienté la foi et l'espérance des fidèles. Depuis l'année 1969 [la transformation officielle de la liturgie a lieu le premier dimanche de l'Avent de cette année-là], on ne peut plus douter que nous sommes en présence d'un système délibéré de destruction de l'Église, imposé par une faction qui, campée comme une armée d'occupation, tient sous sa botte les hiérarchies et les administrations de l'Église militante ».
Ses relations avec la hiérarchie française de l'Église catholique ont été tendues. Il a reproché aux évêques français de s'éloigner de la doctrine sociale de l’Église. S'il adresse en février 1965 avec Michel de Saint Pierre un appel aux évêques exigeant un dialogue avec les catholiques qu'ils représentent, il dénonce en même temps les catholiques progressistes et le dialogue avec les communistes. L'épiscopat met en garde les catholiques contre Itinéraires l'année suivante. Il s'agit toutefois d'une condamnation morale, et non canonique. Madiran s'en prend violemment à plusieurs figures de l'épiscopat à partir de la fin des années 1960. À l'évêque de Metz Paul-Joseph Schmitt en 1968, ou dans les années 1970 au cardinal François Marty, président de la conférence épiscopale française, qualifié d'« ennemi sournois de la foi catholique ». Ainsi, en 1973, il lui reproche la publication du nouveau Missel des dimanches: « Le “Nouveau Missel des dimanches” que l’épiscopat français a mis en circulation pour l’année 1973 est hérétique, vous ne pouvez pas l’ignorer, et ses auteurs sont anathèmes : en vertu du premier et du troisième canons du concile de Trente sur le saint sacrifice de la messe. […] Accepter sans rien dire la direction spirituelle d’un Père François Marty est même devenu le test certain de l’indifférentisme religieux. Mais la foi réclame votre rétractation publique ou votre destitution. Confessez que la messe est, d’une manière non sanglante, le même sacrifice que celui du Calvaire, avec le même prêtre et la même victime ; réprouvez votre missel qui le nie ; ou bien disparaissez. Daigne ou ne daigne pas, peu importe désormais, Votre Éminence comprendra qu’il ne m’est plus possible de vous saluer ».
Le sacre de quatre évêques à Écône par l'évêque Marcel Lefebvre en 1988, qui augure un schisme entre le Vatican et les lefebvristes, met fin à l'entente entre les deux hommes – même si Madiran dira avant sa mort son admiration pour ce dernier. En décembre 1989, il est obligé de ralentir le rythme de parution de sa revue pour lui faire adopter une périodicité trimestrielle, car une partie de ses abonnés le quitte, lui reprochant de rester fidèle à Rome. Le politologue Jean-Yves Camus le présente dès lors comme un « théologien laïc du courant antilibéral et antimoderniste à l’intérieur de l’Église catholique ». Il est proche de Dom Gérard Calvet, qui fut son élève à Maslacq.
En 1982, il est l'un des fondateurs, avec notamment François Brigneau et Bernard Antony, du quotidien d'extrême droite Présent. Il y occupe durant des années les fonctions de directeur de la rédaction, puis de directeur émérite.
Compagnon de route du Front national, Jean Madiran n'a pas pris parti lors du conflit entre Jean-Marie Le Pen et Bruno Mégret, ce qui a entraîné un appel au boycott du journal de la part de Le Pen. Jean Madiran se réclame de la « droite nationale » traditionnelle et se définit comme un « intellectuel catholique ». Toutefois, dans un article paru dans le journal Itinéraires, il écrivait : « Mais si l’on nous demande de “nous situer”, c’est-à-dire de déclarer nous-mêmes ce que nous sommes et où nous sommes, alors il faut entendre la réponse qui est la nôtre. C’est une réponse qui modifie la formule de François Brigneau, ou plutôt qui l’accomplit et l’épanouit dans sa complète vérité : Nous sommes à droite de l’extrême droite.  Ce n’est point mépris non différencié pour tous ceux et tout cela que le jargon officiel présente comme “l’extrême droite”.  Mais d’abord c’est, ici encore, refus de l’arbitraire de gauche qui inspire et impose un faux classement. Il n’y a en réalité aucun extrémisme, de droite ou d’ailleurs, à vouloir fonder la vie sociale sur “travail-famille-patrie”, “Dieu premier servi”. »
En novembre 1989, il participe à Nice aux Assises internationales de la désinformation, organisées par l'Institut d'études de la désinformation et soutenues par la municipalité de Jacques Médecin.
Selon une source, il aurait pris la défense de l'ancien milicien Paul Touvier lors de son procès en 1991. Il aurait écrit dans le quotidien Présent : « Paul Touvier n'a tué ni torturé personne, il n'a fait tuer ni torturer personne. Mais il a été milicien. Il “faut” donc qu'il soit coupable ». Le procès de Touvier s'est cependant déroulé en 1994.
Le 6 février 1995, à Paris, Madiran organise avec d'autres personnalités dont François Brigneau, une réunion présidée par Maurice Bardèche pour célébrer l'anniversaire du 6 février 1934 et la mort de Robert Brasillach. Il déclare : « Jeunes gens et jeunes filles qui êtes ici ce soir, nous remettons entre vos mains la mémoire de la Révolution nationale, nous vous remettons la mémoire de la France qui attend, qui espère et qui veut sa libération ». En 1997, au lendemain de la déclaration de repentance des évêques de France au sujet du silence de l'épiscopat français lors de la promulgation du statut des juifs de 1940 et 1941, Présent, contrairement à tous les organes de la presse confessionnelle, n'accepte pas « cette capitulation épiscopale » et Madiran accuse les évêques de mensonge : « Le statut des juifs du maréchal Pétain n'a rien eu à voir avec le national-socialisme et l'extermination des juifs. Pas davantage avec l'antijudaïsme de saint Jean l'Evangéliste, des Pères de l'Eglise, des papes et des conciles. »
Dans le cadre de la bataille pour la succession de Jean-Marie Le Pen, il n'a jamais pris position estimant que : « Le plus vraisemblable est que Jean-Marie Le Pen installera Marine pour lui succéder. C’est aussi le plus raisonnable. »
Après la mort de Jean Madiran, le 31 juillet 2013, ses obsèques sont célébrées le 5 août 2013 en l'église Notre-Dame des Armées, à Versailles, l'homélie étant prononcée par Louis-Marie de Geyer d'Orth, père abbé de l'abbaye Sainte-Madeleine du Barroux,.

## Œuvres
Sous le nom de « Jean-Louis Lagor »
- Jean-Louis Lagor, Le Temps de l'imposture et du refus : 1944-1947, Paris, L'Indépendance française, 1947, 173 p. (BNF 39041559).
- Jean-Louis Lagor, De Gaulle au pouvoir… Pour quoi faire ?, Paris, L'Indépendance française, 1948, 92 p. (BNF 35823238).
- Jean-Louis Lagor, La philosophie politique de saint Thomas d'Aquin ; précédé d'une Lettre de Charles Maurras, Paris, Les Éditions Nouvelles, 1948, 191 p. (BNF 32338845).
- Jean-Louis Lagor, Une autre chevalerie naîtra, Paris, Nouvelles Éditions latines, 1949, 95 p. (BNF 32338847).
- Jean-Louis Lagor, Rappelle-toi, Barbara, Paris, Éditions du Conquistador, 1951, 223 p. (BNF 32338846).

Sous le nom de Jean Madiran
- Ils ne savent pas ce qu'ils font, Nouvelles Éditions latines, Paris, 1955. 192 p.
- Ils ne savent pas ce qu'ils disent, Nouvelles Éditions latines, Paris, 1955. 186 p.
- On ne se moque pas de Dieu, Nouvelles Éditions latines, Paris, 1957. 207 p.
- Brasillach, Club du Luxembourg, Paris, 1958. 261 p.
- Lettre à Jean Ousset, Les Presses Bretonnes, 1960
- Doctrine, prudence et options libres, Nouvelles Éditions latines, coll. « Les Documents du Centre français de sociologie » no 3, 1960. 32 p.
- L'Unité, Librairie des chercheurs et curieux, Paris, 1960. 32 p.
- De la Justice sociale, Nouvelles Éditions latines, coll. « Itinéraires », Paris, 1961. 91 p.
- La Cité catholique aujourd'hui, Les Presses Bretonnes, 1962
- Le principe de totalité, Nouvelles Éditions latines, coll. « Itinéraires », Paris, 1963. 95 p.
- Saint Thomas d'Aquin, Les principes de la réalité naturelle (De principiis naturae, introduction, traduction et notes par Jean Madiran, texte latin et traduction française en regard), Nouvelles Éditions latines, coll. « Docteur commun » no 1, Paris, 1963, 127 p. – Réédition 1994. 127 p.  (ISBN 2-7233-0483-3).
- L'intégrisme : histoire d'une histoire, Nouvelles Éditions latines, coll. « Itinéraires », 1964. 285 p.
- La vieillesse du monde : essai sur le communisme, Nouvelles Éditions latines, coll. « Itinéraires », Paris, 1966. 237 p. (réédition 1975, Éditions Dominique Martin Morin, Paris. 140 p.)
- Pius Maurras, Éditions Dominique Martin Morin, 1966
- L'hérésie du XXe siècle [tome 1], Nouvelles Éditions latines, coll. « Itinéraires », 1968. 309 p. (réédition, 1988, 319 p.,  (ISBN 2-7233-0364-0)).
- Réclamation au Saint-Père [L'hérésie du XXe siècle, tome 2], Nouvelles Éditions latines, coll. « Itinéraires » no 24, 1974. 300 p.
- « La Messe, état de la question », Itinéraires (numéro spécial de la revue), Paris, 1976. 79 p. 5e édition revue et complétée.
- Les deux démocraties, Nouvelles Éditions latines, Paris, 1977. 199 p.  (ISBN 2-7233-0024-2).
- La Droite et la gauche, Nouvelles Éditions latines, Paris, 1977. 118 p.  (ISBN 2-7233-0017-X).
- La République du Panthéon : explication de la politique française (recueil de textes publiés dans la revue Itinéraires entre 1974 et 1981), Éditions Dominique Martin Morin, Bouère, 1982. 176 p.  (ISBN 2-85652-049-9).
- Éditoriaux et chroniques. 1, De la fondation d'"Itinéraires" à sa condamnation par l'épiscopat, 1956-1966, Éditions Dominique Martin Morin, Bouère, 1983. 316 p.  (ISBN 2-85652-055-3).
- Éditoriaux et chroniques. 2, Le Catéchisme, l'Écriture et la messe, 1967-1973, Éditions Dominique Martin Morin, Bouère, 1984. 331 p.  (ISBN 2-85652-062-6).
- Éditoriaux et chroniques. 3, La France à la dérive et la décomposition de l'Église : 1974-1981, Éditions Dominique Martin Morin, Bouère, 1984. 320 p.  (ISBN 2-85652-075-8).
- Le Concile en question : correspondance Congar-Madiran sur Vatican II et sur la crise de l'Église (en collaboration avec Yves Congar), Éditions Dominique Martin Morin, Bouère, 1985. 175 p.  (ISBN 2-85652-079-0).
- Les Droits de l'homme DHSD[55], Éditions de Présent, Maule, 1988. 159 p.  (ISBN 2-905781-07-6) (réédition, 1995,  (ISBN 2-905781-13-0)).
- Le vol du butor : divertissement littéraire sur ma vie et mes œuvres, Itinéraires (numéro spécial de la revue), Paris, 1990. 16 p.
- Quand il y a une éclipse, Éditions Difralivre, Maule, 1990. 206 p.  (ISBN 2-908232-02-2).
- Maurras, Nouvelles Éditions latines, Paris, 1992. 234 p.  (ISBN 2-7233-0452-3).
- Gilson : chroniques philosophiques, Difralivre, 1992  (ISBN 978-2-908232-04-2)
- « Court précis de la loi naturelle selon la doctrine chrétienne », Itinéraires (numéro spécial de la revue), 1995. 46 p.
- Le Monde et ses faux, Éditions de Présent, Paris, 1997. 112 p.  (ISBN 2-905781-15-7).
- L'extrême droite et l'Église : réponse, Éditions de Présent, Paris, 1998. 161 p.  (ISBN 2-905781-18-1) (Ouvrage qui entend répondre à L'extrême droite et l'Église de Xavier Ternisien, 1997, Éditions Brepols).
- Une civilisation blessée au cœur, Éditions Sainte-Madeleine, Le Barroux, 2002. 109 p.  (ISBN 2-906972-41-X).
- La révolution copernicienne dans l'Église, Éditions Consep, Paris, 2002. 107 p.  (ISBN 2-85162-090-8).
- La trahison des commissaires, Éditions Consep, Versailles, 2004. 65 p.  (ISBN 2-85162-147-5).
- Maurras toujours là, Éditions Consep, Versailles, 2004. 102 p.  (ISBN 2-85162-120-3).
- Histoire du catéchisme, 1955-2005, Éditions Consep, Versailles, 2005. 160 p.  (ISBN 2-85162-083-5).
- La laïcité dans l'Église, Éditions Consep, Versailles, 2005. 152 p.  (ISBN 2-85162-159-9).
- Jean Madiran, L'Accord de Metz : ou pourquoi notre Mère fut muette, Versailles, Via Romana, 2006, 75 p. (ISBN 978-2-916727-06-6, BNF 40957944)
- Jean Madiran, Histoire de la messe interdite : Fascicule 1 (1964-1976), Versailles, Via Romana, 2007, 122 p. (ISBN 978-2-916727-20-2, BNF 41117694)
- Jean Madiran, Les vingt-cinq ans de “Présent” : confessions didactiques, Versailles, Via Romana, 2007, 47 p. (ISBN 978-2-916727-18-9, BNF 41243098)
- Jean Madiran, La Trahison des commissaires : 3e  éd. revue et complétée, Versailles, Via Romana, 2008, 103 p. (ISBN 978-2-916727-31-8, BNF 41223070)
- Jean Madiran, Enquête sur la maladie de la presse écrite, Versailles, Via Romana, 2008, 64 p. (ISBN 978-2-916727-38-7, BNF 41326196)
- Jean Madiran, Histoire de la messe interdite : Fascicule 2 (1976-1989), Versailles, Via Romana, 2009, 160 p. (ISBN 978-2-916727-50-9, BNF 41497947)
- Jean Madiran, Chroniques sous Benoît XVI. Tome I : avril 2005-décembre 2009, Versailles, Via Romana, 2010, 430 p. (ISBN 978-2-916727-71-4, BNF 42200505)
- Jean Madiran, Dialogues du Pavillon bleu : fiction, Versailles, Via Romana, 2011, 160 p. (ISBN 979-10-90029-14-9, BNF 42578198)
- Jean Madiran, Chroniques sous Benoît XVI. Tome II : 2010-2013, Versailles, Via Romana, 2015, 380 p. (ISBN 979-10-90029-58-3)
- Jean Madiran, Du Bien commun, Paris, éd. L'Homme Nouveau, 2023, 164 p.  (ISBN 1097507416).

## Distinctions
- Ordre de la Francisque

## Prix
- Prix Renaissance des lettres 2012[56].

### Écrits de Madiran
1. ↑  Jean Arfel, « Le Mot et la Chose », L’Action française,‎ 6 mai 1944, p. 1 (lire en ligne).
2. ↑  Jean Arfel, « Mauvais langage politique », L’Action française,‎ 16 juin 1944, p. 2 (lire en ligne).
3. ↑  Jean Arfel, « Écrit avec du sang », L’Action française,‎ 10 juillet 1943, p. 1 (lire en ligne).
4. ↑  Jean Arfel, « Réflexions sur la barbarie moderne », La Revue universelle,‎ août 1944 ; cité par Pierre-André Taguieff (dir.), L'antisémitisme de plume 1940-1944, études et documents, Berg international éditeurs, poche, 2014, note 203.
5. ↑  Jean Arfel, « Le Vrai Nationalisme », L’Élan,‎ 20 novembre 1941, p. 1-2 (lire en ligne).
6. ↑  Jean Arfel, « Le Temps du héros », L’Action française,‎ 16 juin 1943, p. 1 (lire en ligne).
7. ↑  Jean Arfel, « Choses en puissance… », L’Action française,‎ 29 septembre 1943, p. 1 (lire en ligne).
8. ↑  Jean Arfel, « Le “pourquoi” ? mais le voilà ! », L’Action française,‎ 18 juillet 1944, p. 1 (lire en ligne).
9. ↑   Jean Madiran, « N’en croyez pas Wikipédia », Présent, no 7703,‎ 9 octobre 2012, p. 2 :« C’est une totale invention. 
 Une invention de Wikipédia ? Je ne sais. Mais auparavant je ne l’avais jamais vu ailleurs, c’est pourquoi j’en tiens Wikipédia pour pleinement responsable. Je suppose que cette invention se veut péjorative et disqualifiante. Pourtant, de notoriété publique, il est évident que j’en aurais été extrêmement honoré et heureux. Mais cela n’est point arrivé. »
10. ↑  Jean Madiran, « Rendez-nous l’Écriture, le catéchisme et la messe », Itinéraires, no 169,‎ janvier 1973.
11. ↑  Jean Madiran, Réclamation au Saint-Père, NEL, coll. « Itinéraires », 1974, p. 7.
12. ↑  Jean Madiran, « Notre politique », Itinéraires, no 256,‎ septembre-octobre 1981.

### Autres références
1. ↑  « État civil sur le fichier des personnes décédées en France depuis 1970 »
2. ↑  Philippe Maxence, « Jean Madiran : sous le signe de la piété », 31 juillet 2013 (version du 9 décembre 2016 sur Internet Archive).
3. ↑  Jean-Yves Camus et René Monzat, Les Droites nationales et radicales en France, p. 64 à 66 : « Principal théoricien laïc de l’intégrisme catholique ».
4. ↑  « Maurras toujours là » (version du 5 décembre 2007 sur Internet Archive), reprenant un article de L’Homme nouveau, no 1327, 4 juillet 2004.
5. ↑  « Au Cercle André Chénier de Bordeaux », L’Action française,‎ 24 avril 1940 (lire en ligne), détaillant une conférence d’Arfel intitulée « Le gouvernement Paul Reynaud et la France ».
6. ↑  Camus 2013.
7. ↑  L'Ouest-Eclair, 23 août 1941.
8. ↑  Collectif, La Seconde Guerre mondiale en Gironde par les textes, Archives départementales de la Gironde, 2006, « Revue de presse : Thomisme et bergsonisme », L'Action française, 17 mars 1943, « "Revue de presse" », Ibid., 1 décembre 1943, 1er décembre 1943, Ibid., .
9. ↑  Xavier Ternisien, L'extrême droite et l'Église, Éditions Brepols, 1997, p. 167. Il cite un article de la revue Esprit "Nettoyage", de juillet-août 1956, p. 104-105 (cf. le site internet de la revue).
10. ↑  Dominique Lormier, Bordeaux brûle-t-il?, ou La libération de la Gironde: 1940-1945, Les Dossiers d'Aquitaine, 1998, p. 50 (Arfel est orthographié Arpel), Notice de la BNF (le périodique s'appelle ensuite L'Elan. Jeune aquitaine, puis le Journal de la jeunesse française), Éric Chams, Jean-Maurice Bugat - Denis Clair, 2014 (cf. les documents 3, 12 et 17, la page 25): il cite un article d'Arfel en décembre 1941: « Ces vieux trafiquants de la politicaillerie judéo-démocratique ont réussi à mettre dans leur jeu, par un plaidoyer habile mais truqué, d’honnêtes et de bons Français, de sincères nationalistes : c’est pour les détromper et leur faire voir la vérité que nous écrivons. […] Quant à notre apparence parfois combative […], elle s’explique par l’acharnement que mettent les politiciens francs-maçons et philosémites à brimer les révolutionnaires nationaux ». (p. 21-22). Sous le pseudonyme de Lagor, il collabore en 1954 à un autre périodique de Bugat, Paris-Brazzaville (p.[Quoi ?] .
11. ↑  Gérard Cholvy, Jean-Marie Hilaire, Histoire religieuse de la France contemporaine, vol. 3, Privat, 1988, p. 81, Olivier Cariguel, Panorama des revues littéraires sous l'occupation: juillet 1940-août 1944, IMEC, Institut Mémoires de l'édition contemporaine, 2007, Notice de la BNF.
12. ↑  Henri Massis, Maurras et notre temps. 2, Paris, Genève, la Palatine, 1951, 256 p. (OCLC 491099168, lire en ligne), p. 183-185 (Massis met en avant le combat intellectuel d'Arfel, thomiste, contre Henri Bergson).
13. ↑  L'Action française, 13 avril 1943. Selon Jean-Yves Camus, Madiran aurait rencontré Maurras en 1942 (Camus 2013).
14. ↑  L'Action française, 26 novembre 1942, « "N'assassinons pas la France" », Ibid., 2 juin 1943, Ibid., 8 mars 1943, Ibid., 12 août 1943, L'Étudiant français (organe des étudiants d'AF), août-septembre 1943. Maurras continue ensuite à le féliciter et à le mettre en avant: L'Action française, 26 juillet 1943, L'Étudiant français, avril 1944.
15. ↑  « "Thomisme et bergsonisme" », L'Étudiant français, juin 1943, « "Le rétablissement nécessaire des études théologiques" », Ibid., janvier 1944
16. 1 2 3  Jean-Yves Camus, Jean Madiran, penseur du catholicisme traditionaliste, cf. infra.
17. ↑  L'Étudiant, juin 1943, « "Saint Thomas d'Aquin, docteur catholique et docteur humain" », L'Action française, 7 mars 1944
18. ↑  Dans la Nouvelle Guyenne du 1er janvier 1941. Cité par Esprit, juillet-août 1956, p. 104. cf. aussi Olivier Biffaud, dans Le Monde du 29 mai 1990 : « Nous savons aujourd'hui — malgré Descartes — que la pensée des Pères de l'Eglise et de saint Thomas d'Aquin avait une ampleur, une puissance, une profondeur qu'aucun philosophe moderne n'a pu atteindre. Pour l'assimiler et le dépasser, il aurait fallu des cerveaux autrement vastes que ceux de Descartes ou des juifs Spinoza et Bergson », écrit-il dans le premier numéro de France en juillet 1941. Henri Bergson est l'une de ses cibles favorites. Il le traite de « petit juif habile, malin, verbeux, une variété de maquignon intellectuel ». En 1943, il écrit encore : « Il nous suffit d'ailleurs, à cet égard, que [Bergson] ait été Juif ; cette explication ethnique de son accord de fait avec l'idéologie maçonnique est à peu près suffisante. Tout nationaliste comprendra dès lors qu'il est d'intérêt national de combattre le bergsonisme. » (L'Étudiant français, juin 1943).
19. ↑  L'Étudiant français, mai 1944.
20. ↑  Olivier Biffaud, « M. Arfel-Madiran affirmait sous l'Occupation que le juif souffre par où il a péché », Le Monde,‎ 29 mai 1990 : « Mieux que le monde juif, écrit-il dans France en 1942, c'est l'esprit juif qui est l'élément le plus constant de notre intellectualité de décadence, et cette incroyable perméabilité au judaïsme restera le principal signe d'infamie des représentants officiels de l'intelligence française. », ou encore « Dire que l'Action française est un “quotidien pseudo-antisémite”, écrit-il en 1943, c'est tout simplement mentir. Sans ce pseudo-antisémitisme, c'est-à-dire sans Léon Daudet et Charles Maurras, les Français auraient perdu à l'heure actuelle le souvenir d'Édouard Drumont, et nul gribouille, nul épileptique n'eût trouvé tout seul l'idée de le rouvrir. […] La chasse au juif peut être, même pour les maçons, un alibi. En réalité, l'antijudaïsme, même " gueulé ", qui n'est pas doublé d'un anti-maçonnisme est une agréable plaisanterie. D'autant que le premier est beaucoup plus facile et beaucoup " mieux porté " en certains milieux que le second, n'est-il pas vrai ? L'un et l'autre d'ailleurs, antimaçonnisme et antisémitisme, ne se conçoivent pour des Français que sous la forme d'une lutte contre l'anti-France, et donc pour la France » (« "Cerveaux brûlés" », L'Action française, 31 août 1943). Un an plus tard, dans un article intitulé « Les bons trucs », Arfel ne désarme pas : « On fait actuellement aux Français le coup de l'indignation parce qu'ils n'osent plus affirmer leurs vérités cardinales, et notamment celle-ci : qu'au milieu des conséquences tragiques de la défaite de 1940, le juif souffre par où il a péché, tandis que le Français souffre par où il a laissé pécher le juif. (…) Cette double forme résume toute notre position antisémite actuelle : le regret que l'on n'ait pas empêché les juifs de nuire à la France et la volonté de ne plus se laisser guider par eux (…). Nous ne nions pas que les juifs subissent durement le contrecoup de leur politique imprudente et impudente. Mais qu'on ne gémisse pas que nous nous acharnons sur de pauvres hères traqués et réduits à néant. Ils sont puissants et agissants puisqu'ils tourneboulent encore une partie de l'opinion et la mobilisent pour leur défense, et pour l'oubli de leurs fautes » (« "Les bons trucs" », L'Action française, 11 août 1944).
21. ↑  Charles Maurras, « N’assassinons pas la France », L’Action française,‎ 2 juin 1943, p. 1 (lire en ligne).
22. ↑  Xavier Gélinas, La droite intellectuelle québécoise et la Révolution tranquille, Presses Université Laval, 2007, 486 p. (lire en ligne), p. 141.
23. ↑  Audrey Fontana, Élaboration d’une théorie des représentations culturelles des identités politiques : L’exemple de la politique culturelle du Front national de 1986 à 1998, Université Lumière Lyon 2, 2009 (lire en ligne).
24. ↑  Jeanne Smits écrit notamment, parlant du ou des auteurs de la dépêche de l'AFP rapportant la mort de Jean Madiran : « Ils ont déniché ça sur Wikipédia, et c'est faux : malgré ses tentatives, Jean Madiran n'a jamais réussi à corriger sa notice aussi truffée d'erreurs qu'une fiche des renseignements généraux. » Source : Jeanne Smits, « Jean Madiran et les chacals », Présent, no 7910,‎ 6 août 2013, p. 1.
25. ↑  Arch. dép. Gironde, état civil de Libourne, 4 E 23052, mentions marginales à l'acte de naissance no 190.
26. ↑   Le site «Le terrain de clotte» (anciens élèves de Maslacq), Olivier Landron, À la droite du Christ: Les catholiques traditionnels en France depuis le concile Vatican II (1965-2015), Éditions du Cerf, 2015. Dès la rentrée scolaire de 1944 selon Yves Chiron (dans Aletheia, no 241, 20 décembre 2015, compte-rendu critique de l'ouvrage d'O. Landron).
27. ↑  Jean-Paul Gautier, Les Extrêmes droites en France : de la traversée du désert à l'ascension du Front national, 1945-2008, Paris, Éd. Syllepse, 2009, p. 17, Bénédicte Vergez-Chaignon, L'affaire Touvier. Les révélations des archives, Flammarion, 2016, p. 401-402, Quatrième de couverture de De Gaulle au pouvoir… pour quoi faire ?, op. cit..
28. ↑  Bénédicte Vergez-Chaignon, Des maurrassiens en prise avec le nationalisme intégral ; rupture résistante ou coexistence avec l'Action française (1940-1948) , dans Michel Leymarie, Olivier Dard, Jacques Prévotat (dir.), Le Maurrassisme et la culture: L'Action française, culture, société, politique (III), Presses universitaires du Septentrion, 2010, p. 308-309.
29. ↑  Charles Maurras, Lettres de prison, 8 septembre 1944-16 novembre 1952, Flammarion, 1958, p. 122.
30. ↑  Erwan Lecoeur (dir.), Dictionnaire de l'extrême droite, Larousse, 2007, p. 241.
31. ↑  « M. Madiran quitte Rivarol… où entre M. Rebatet », Le Monde,‎ 26 mars 1958 (lire en ligne, consulté le 23 juin 2022).
32. ↑   Étienne Fouilloux, « populaire au temps de la reconstruction 1946-1958 », Chrétiens et société, 2004 no 11.
33. ↑  Raoul Girardet, « L'héritage de l'Action française », Revue française de science politique, vol. 7, no 4,‎ 1957 (lire en ligne).
34. ↑  Raoul Girardet, op. cit. ; Stéphane Giocanti, Pierre Boutang, Flammarion, 2016.
35. ↑  Pierre Rigoulot, Georges Albertini, socialiste, collaborateur, gaulliste, Perrin, 2012, p. 216-218, p. 240 et p. 308.
36. ↑  Par exemple: « Le « politique d'abord » chez saint Thomas », L'Action française, 17 août 1943,
« L'empirisme organisateur dans la perspective thomiste », L'Action française, 11 décembre 1943
37. ↑  François Broche, Une histoire des antigaullismes, des origines à nos jours, Bartillat, 2007, p. 269, 344, 349,
38. ↑  Jean-Louis Lagor, De Gaulle au pouvoir… pour quoi faire ? , op. cit., p. 12-13, 18-19
39. ↑  Le Monde, 25 février 2003, "Le journal est la cible d'attaques croisées des extrêmes dans des livres pamphlétaires et des libelles depuis les années 1950" : « Centrés sur l'amitié forcément coupable entre les dirigeants de La Vie catholique et le directeur du Monde, ces livres cherchent à alerter l'épiscopat et le Vatican : "Le déjeuner hebdomadaire de M. Beuve-Méry avec Mme Sauvageot et ses collaborateurs atteste que le directeur prosoviétique du Monde est aussi le directeur de conscience politique de la presse catholique de grand tirage.  Il s'agit d'une mainmise organisée sur l'opinion catholique." ».
40. ↑  Cf. quelques titres d'éditoriaux de Madiran: "Contre le désordre établi, pour un anti-communisme méthodique" et "Hongrie 1956" en 1956, "Khrouchtchev invité : cela n'est pas la France" en 1960, "L'affaire Pax et la curie romaine" en 1964.
41. ↑  Revue d'histoire de l'Église de France, volume 92, no 229, 2006, p. 469, Louis Salleron, La nouvelle messe, NEL, 2e édition, p. 27, Itinéraires, no 108, décembre 1966, "Pourquoi la pétition aux évêques pour le "consubstantiel", p. 207-212, Article de Jean Madiran, On s'est bien moqué de nous sur le consubstantiel, 2010, sur le site revue-item.com. Cf. aussi Le Monde, 22 mars 1971, « À propos de trois traductions d'un verset de saint Paul » (protestations de Madiran et de Salleron).
42. ↑  Le Nouvelliste du Rhône, 13 juillet 1966, " Y a-t-il crise au sein de la communauté catholique en France ?", Christophe Geffroy, Rome – Écône – L'accord impossible ?, Artège Éditions, 2013: En date du 23 juin 1966, la revue Itinéraires ainsi que le magazine Le Monde et la Vie d’André Giovanni, et les revues Défense du foyer (Pierre Lemaire) et Lumière, sont condamnés.
43. ↑  « L'évêque de Verdun défend Mgr Schmitt, évêque de Metz, attaqué par un pamphlétaire », Le Monde,‎ 21 mars 1968 (lire en ligne).
44. ↑  Olivier Landron, Le Cardinal Marty, 1904-1994 : La force tranquille, Cerf, 2017.
45. ↑  « Lettre à Monseigneur “le Père François Marty”, cardinal-archevêque de Paris, président de la conférence épiscopale française », Itinéraires, no 171,‎ 26 janvier 1973 (lire en ligne [PDF], consulté le 23 juin 2022).
46. ↑  J.-R. du Cray, « Jean Madiran et Mgr Lefebvre : avant de partir », Le Monde,‎ 1er août 2013 (lire en ligne).
47. ↑  « Projet de lancement d’un quotidien d’extrême-droite », Le Monde,‎ 20 novembre 1981 (lire en ligne, consulté le 23 juin 2022) ; et « Nouveau quotidien Présent se situe à l’extrême-droite », Le Monde,‎ 8 janvier 1982 (lire en ligne, consulté le 23 juin 2022).
48. ↑  Renaud Dély, Histoire secrète du Front National, Grasset, 1999, 332 p.  (ISBN 978-2246578413) [EPUB] emplacement 5678 sur 6403.
49. ↑  Jean-Yves Camus et René Monzat, Les Droites nationales et radicales en France : répertoire critique, Lyon, Presses universitaires de Lyon, 1992, 526 p. (ISBN 2-7297-0416-7), p. 358.
50. ↑  « Mort de Jean Madiran, cofondateur de Présent et figure du traditionalisme catholique », sur droites-extremes.blog.lemonde.fr, 2 août 2013 (version du 5 juin 2019 sur Internet Archive).
51. ↑  Michel Winock, La France politique : XIXe – XXe siècle, Seuil, 2003, p. 279.
52. ↑  Le Monde, Henri Tincq, "La presse confessionnelle unanime après la repentance de Drancy".
53. ↑  Jeanne Smits, « Les funérailles de Jean Madiran », Présent, no 7911,‎ 7 août 2013, p. 1.
54. ↑  Bernard Antony, « Les obsèques de Jean Madiran », sur blog de Bernard Antony, 6 août 2013 (consulté le 8 août 2013).
55. ↑  DHSD : Droits de l’Homme sans Dieu
56. ↑  « Prix Renaissance (lettres) », sur cerclerenaissance.info.